# Albert Médina
Albert Médina, född Albert Médina den 7 februari 1920 i Marseille, död 5 augusti 2009 i Paris, var en fransk skådespelare och komiker.

## Filmografi (i urval)
- 1961 – Tintin i piraternas våld (röster)
- 1970 – "Sherlock Holmes" - privatögat privat (röst till dr. Watson (Colin Blakely) i fransk version)
- 1976 – Smurfarna och den förtrollade flöjten (röst)